# まゆまろ
まゆまろとは、京都府のPRキャラクター。役職は京都府広報監。
2011年に京都府で開催された第26回国民文化祭・京都2011のマスコットキャラクターとして登場。
国民文化祭終了後、一時は引退説も流れたが、2012年3月に京都府知事から京都府広報監に任命され、現在は京都府のPRを担っている。
府内各地のイベントに頻繁に出演しており、京都府内では、特に小学生以下の子供たちに人気を有する。
TwitterやFacebookを行っている。
2013年1月、国内の都道府県キャラクターとしては、初めてLINEの公式アカウントを取得した。

## 概要
国民文化祭・京都2011のマスコットキャラクターとして、2009年10月9日にデビュー。
以来、京都府内を中心にいろいろなイベントに出演し京都国文祭をPR。
2012年3月から、京都府広報監として京都府の公式マスコットキャラクターになった。
キャラクターを使用する際に通常必要である著作権使用料を無償としており（申請は必要）多くの企業や個人による利用を呼びかけている。

## モチーフは「まゆ」
繭から出来たシルクが、美しい丹後ちりめんや西陣織・京友禅の着物になるように京都から新しい文化を創り育てることを表している。

## プロフィール
- 名前 - まゆまろ
- 生年 - 不詳（1世紀頃には活動していたらしい。推定年齢2000歳）
- 性別 - 自分でもわからないけれど、男の子？
- チャームポイント - まんまるおめめ
- 苦手なもの - 乱暴者（キックやパンチをされると心が折れる）
- 夢 - みんなに京都府を好きになってもらうこと

## 特徴
- 足が短く、階段の昇降が難しい。
- 着物は西陣の本物を着ている。
- 西陣織の着物のほか、イベントやキャンペーン併せて衣裳を着替える。
- 触り心地はとてもトレビアン。
- 座ることはできる。
- 走ったり、ジャンプしたりすることもある。

## 応援ソング
- 京都出身のシンガーソングライター竹上久美子がまゆまろとの共演をきっかけに作詞作曲した応援ソングがある。
- 竹上久美子の厚意により、まゆまろ応援のために無償で提供され、京都府のホームページからダウンロードできる。まゆまろ応援ソング（京都府ホームページ）

## 交友関係
- 国民文化祭「PR隊長」以来、府内外で活動し、多くのステージやイベントに参加し芸能人をはじめ、多くの友人がいる。

## 歴史
- 2009年
  - 3月16日 - キャラクターデザイン案の募集開始
  - 5月22日 - キャラクターデザイン案の募集締切（国内外から2,393点の応募）
  - 7月27日 - 第26回国民文化祭京都府実行委員会第3回総会で最優秀賞の発表。　　　　　　　
  - 8月7日 - 愛称募集開始
  - 8月27日 - 愛称募集締切（国内から1,160点の応募）
  - 10月9日 - 京都府庁にて、報道陣にまゆまろ着ぐるみのお披露目とPR隊長任命式が行われる
  - 10月11日 - 第7回京都学生祭典で着ぐるみデビュー
  - 10月13日 - 静岡県の国民文化祭マスコットキャラクター「ふじっぴー」と清水寺でPR活動
  - 10月17日 - 京都ヒューマンフェスタ2009でたわわちゃんと共演（ステージ上では、中井美穂、今井ゆうぞうとも共演）
  - 10月18日 - Twitterでつぶやき始める
  - 10月18日 - 由良川元気サミットで桂三扇と共演
  - 10月20日 - 高島屋京都店で市田ひろみと共演
  - 11月6日 - 静岡国文祭の閉会式会場に登場、岡山国文祭のPRキャラクターももっちと共演
  - 11月29日 - 東山ふれあいリレーで野口みずきと共演
- 2010年
  - 1月11日 - 近鉄百貨店阿倍野店で開催された「大京都店」に登場
  - 3月8日 - 大山崎町の開幕600日前PRイベントでラランと共演
  - 3月13日 - 丹波亀山城築城400年プレイベント（亀岡市）にて明智かめまると共演
  - 3月14日 - 舞鶴市で開催された「舞鶴みずなぎフェスティバル」にて森脇健児と共演
  - 3月19日 - 京都駅前で行われた平城遷都1300年PRイベントにてせんとくんと共演
  - 4月3日 - 橿原市で開催された「飛鳥・藤原みやび祭」ゆるキャラパレードに参加
  - 4月7日 - 舞鶴市で行われた「春の交通安全運動街頭啓発」で中学生にチラシを配り活躍
  - 4月中旬 - フィギュアができる（高さ約15cm、幅約15cm、奥行約8cm、合成樹脂製、400体制作、非売品）
  - 5月19日 - 舞鶴市東体育館で行われた第42回両丹地区園児大会（京都府・京都私立幼稚園連盟主催）に山田啓二京都府知事、斎藤彰舞鶴市長とともに登場して園児と戯れた
- 2011年
  - 3月3日 - 京都南座で上演された「三月花形歌舞伎　獨道中五十三驛」に出演。ゆるキャラとしては、初めて京都南座の舞台に立つ。[2]
  - 3月13日 - 京都府立総合資料館に登場
  - 10月29日 - 「第26回国民文化祭・京都2011」国立京都国際会館にて開会式・オープニングフェスティバルを開催
  - 11月6日 - 「第26回国民文化祭・京都2011」京都会館にて閉会式・グランドフィナーレを開催
- 2012年
  - 7月3日 - 吉本新喜劇に出演。なんばグランド花月の舞台に立つ。[3]
  - 7月15日 - 京都駅ビルで開催された私立恵比寿中学の全国ツアーのスタートイベントに出演[4]
  - 10月16日 - 京都九条ネギフェスティバルのPRのため、ラジオ大阪「高岡美樹のべっぴんラジオ」に出演
  - 10月23日 - 清水寺でくまモンと一緒に京都府と熊本県の観光プロモーションを実施
  - 10月25日 - 京都府をPRするため、第10回全国和牛能力共進会長崎県大会の会場、ハウステンボスに登場
  - 11月13日 - デビュー40周年で京都府庁を訪問した今いくよ・くるよに弟子入りを志願し、どやさを直伝される。まゆまろお笑い修行編 ねっとＴＶ京都府[5]
  - 12月7日 - ご当地キャラ×「コール・ミー・メイビー」パロディービデオ選手権！において観光庁長官賞を受賞。[6]
- 2013年
  - 1月12日 - 第91回全国高等学校サッカー選手権大会の準決勝で京都橘高等学校を応援のため国立競技場に駆けつける。
  - 1月13日 - 皇后盃第31回皇后盃全国都道府県対抗女子駅伝競走大会応援のため西京極陸上競技場に登場。
  - 1月19日 - 第91回全国高等学校サッカー選手権大会決勝で京都橘高等学校を応援のため国立競技場に駆けつける。
  - 5月14日 - 男子100メートルで日本歴代2位の10秒01を記録した桐生祥秀選手が京都府スポーツ賞受賞のために京都府庁を訪問した際、山田知事から「まゆまろは、100メートル走るのに30分かかる」と言われる。

## 出演番組
- リンカーン

日本テレビ（NTV）
2011年12月6日放送。2012年1月17日放送。「リンカーン」着ぐるみNo.1決定戦に出場。
- 吉本新喜劇『「天橋立」新喜劇』

毎日放送（MBS）
2012年7月21日放送。日本一の赤字ローカル線「北近畿タンゴ鉄道（KTR）」のＰＲのため、沿線の日本三景天橋立を舞台にした吉本新喜劇に出演し、千原せいじ、タナからイケダ、池乃めだか、末成由美と共演。
- ガチガセ

日本テレビ（NTV）
2012年12月1日放送。ご当地キャラ相撲トーナメントに出場するも１回戦でわたるにあっさり敗退。独り相撲を絵に描いたような見事な負けっぷりにテレビの前で応援していたファンを大いに落胆させた。
- 1億人の大質問!?笑ってコラえて!（2時間スペシャル）

日本テレビ（NTV）
2013年5月1日放送。スペシャル企画 春の京都支局を作ろう！！ にて、京都の案内役として現地中継に参加。京都支局のメンバーである。ジョンナーロ支局長とルシア副支局長が京都府庁を訪れた際に、知事とともに宇治茶でもてなした。
- 5時に夢中!

東京メトロポリタンテレビジョン（TOKYO MX）
2013年4月にKBS京都への同時ネットを開始したため、スタジオにぬいぐるみが設置されている。同番組では、KBS京都の他に同時ネットしている群馬テレビキャラクターの「ポチッとくん」および群馬県マスコットのぐんまちゃん、サンテレビジョンの地元神戸市キャラクターのコーベアーが一緒に並んで設置されている。

## お洒落
- 着倒れのまち京都の旦那はんの風貌を呈するだけあり、来ている着物は京都産のほんまものを着ている。
- 西陣織の「ふくれ織り」で織られた青を基調にしたもの、西陣織の帯地を着物に仕立てたもの、京友禅柄の赤を基調にしたものやイベントやキャンペーンに併せて着こなしている。

## デザインと愛称の当選者
- 2009年3月にデザインの募集がされ、国内外から2,393点の応募作の中から決定された。
- まゆをモチーフに京都の和装を身にまとっている。
- デザイン案の最優秀賞は、東京都の会社員の平井清宏さん。
- 名前の最優秀賞は、京都府の小学生。（まゆまろに応募のあった43人の中から抽選で決定された）

## 妹のまゆこ
- まゆまろと共に京都のPRキャラクターとして活躍している。
- 京都が大好きな女の子で、舞妓さんに憧れている。
- おもてなしのこころをいつも忘れず、毎日元気よく過ごしている。
- 2014年末に活動を休止することを発表した[7]。